# Toussaint Hočevar
Toussaint Hočevar (amerikanizirano Hocevar), slovensko-ameriški ekonomist in zgodovinar, * 25. junij 1927, Ljubljana, † 21. april 1987, New Orleans, Louisiana, ZDA.
Rodil se je v Ljubljani, mladost je preživel na Vrhniki, kjer je bil njegov oče župan. Leta 1937 je odšel na Bol na Braču, kjer se je šolal v prestižni dominikanski gimnaziji. Maturiral je na bežigrajski gimnaziji v Ljubljani, kamor se je vrnil po začetku vojne, leta 1941. Leta 1946 se je najprej vpisal na Ekonomsko fakulteto Univerze v Ljubljani, nato pa emigriral v Avstrijo, kjer je leta 1951 iz ekonomije diplomiral na innsbruški univerzi.
Po diplomi se je preselil v ZDA in nadaljeval študij na chicaški univerzi. Zaposlil se je kot uradnik, leta 1957 pa je postal docent na Severni državni univerzi (Northern State University) v Aberdeenu, Južna Dakota. Od leta 1960 je poučeval na Kolidžu Keuka (Keuka College) v New Yorku, od leta 1966 dve leti na Državni univerzi na Floridi (Florida State University) v Tallahasseju in končno na Univerzi v New Orleansu (University of New Orleans), kjer je leta 1970 postal redni profesor. Kot gostujoči profesor je predaval tudi na različnih evropskih univerzah.
Ukvarjal se je z ekonomsko teorijo, gospodarsko zgodovino slovenskega prostora in problemi manjšin. Bil je med ustanovitelji Society for Slovene Studies, osrednje ameriške organizacije za slovenske študije, in je veliko objavljal v društvenem glasilu.

## Dela
- Slovenia's Role in Yugoslav Economy. Columbus, OH., 1964;
- The Structure of the Slovenian Economy, 1848-1963. New York, 1965;
- Slovenski družbeni razvoj : Izbrane razprave. New Orleans, 1979.